# منطقة تودني
تودني (بمبارة:ߕߊߎߘߋߣߌ ߘߌߣߋߖߊ، نقحرة Taudeni Dineja) هي منطقة في مالي أنشئت في عام 2012 من الجزء الشمالي من دائرة تمبكتو في منطقة تمبكتو. بدأ التنفيذ الفعلي للمنطقة في 19 يناير 2016 بتعيين عبد الله القاضي واليا على المنطقة. عين أعضاء المجلس الانتقالي للمنطقة في 14 أكتوبر 2016. أصبح الجنرال عبد الرحمن ولد ميدو واليا على المنطقة مكان القاضي في يوليو 2017.
تنقسم المنطقة إلى ست دوائر: عاشورات والورش والأروان وبودجي بيها وفوم ألبا وتوندي. ستكون تودني هي عاصمة المنطقة، لكن حكومة المنطقة تتخذ حاليا من تمبكتو مقرا لها بسبب نقص البنية التحتية في تودني.